# Pierre-Ernest Boivin
Pour l’article homonyme, voir Boivin.
Pierre-Ernest Boivin (24 juin 1872-26 décembre 1938 à l'âge de 66 ans) fut un homme d'affaires et homme politique fédéral et municipal du Québec.

## Biographie
Né à Farnham en Montérégie, M. Boivin entama ses premiers pas en devenant conseiller de la municipalité de Granby de en 1916 et en y servant également comme maire de 1917 à 1938.
Élu député du Parti libéral du Canada dans la circonscription fédérale de Shefford en 1926, il fut défait par le conservateur J.-Eugène Tétreault en 1930.
Après s'être établi en 1888 à Granby, il travailla comme peintre de bâtiments, exploitant d'une entreprise de location de chevaux et voitures et vendeur de bicyclettes. En 1900, il achète un commerce de chaussures. Un cordonnier, M. Résus Bonneau, mettra au point un système de grappin à chaussure dont M. Boivin acquiert le brevet. Il fonde donc en 1906 la Feather Weight Ice Graple responsable de fabriquer ces grappins. Comme il doit s'approvisionner en caoutchouc aux États-Unis ou en Angleterre, il décide de fonder la compagnie Granby Elastic Web avec un certain américain, M. Churchill, en 1910 afin de produire directement à Granby.
À sa mort, en 1938, son fils Pierre-Horace Boivin reprend la compagnie avant de devenir à son tour maire de Granby en 1939.